# Níkoloz Muskhelixvili
Níkoloz Muskhelixvili (georgià: ნიკოლოზ მუსხელიშვილი)  (Tbilisi, 4 de febrer de 1891 (Julià) - Tbilisi, 15 de juliol de 1976) va ser un matemàtic soviètic.

## Vida i obra
El seu pare era general del cos d'enginyers de l'exèrcit imperial rus i la seva mare era professora de llengües. Després de passar la infància a la petita vila de Matsevani, va ser escolaritzat a la seva vila natal de Tbilisi, fins que el 1909 va entrar a la universitat de Sant Petersburg, en la qual es va graduar en matemàtiques el 1914. A continuació es va quedar a la universitat fent recerca sota la influència de Guri Kólossov amb qui va publicar el seu primer article el 1915 sobre un problema d'elasticitat.
El 1920 va ser convidat a incorporar-se al cos docent de la recent creada universitat estatal de Tbilissi. A partir d'aquesta data va fer tota la seva carrera acadèmica en aquesta institució. El 1939 va ser escollit membre de l'Acadèmia Soviètica de Ciències i el 1941, quan es va fundar, va ser escollit president de l'Acadèmia Nacional de Ciències de Georgia.
En morir el 1976, va ser enterrat al panteó de georgians il·lustres de Mtatsminda.
Les seves àrees de recerca van ser els límits singulars de les equacions integrals, els problemes de valors de les funcions analítiques, la teoria de l'elasticitat i altres problemes de matemàtiques aplicades. A més de les seves recerques i de la càrrega administrativa dels diferents càrrecs que va tenir a la universitat, va fer grans esforços per establir la terminologia científica en georgià, una llengua que fins aleshores havia estat menystinguda.